# Saraya Gomis
Saraya Gomis (* 1976 in Berlin) ist eine deutsche Pädagogin und politische Beamtin, die sich unter anderem im Bereich Antidiskriminierung engagiert. Von Dezember 2021 bis April 2023 war sie Staatssekretärin für Vielfalt und Antidiskriminierung der Berliner Senatsverwaltung für Justiz, Vielfalt und Antidiskriminierung.

## Leben
Gomis ist die Tochter einer Deutschen und eines Senegalesen. Sie wuchs in Berlin und Frankreich auf. Sie absolvierte ein Studium auf Lehramt an Gymnasien, welches sie 2005 mit dem Zweiten Staatsexamen abschloss. In der Folge war sie als Assessorin des Lehramts an der IGS Garbsen tätig und wurde dort 2006 in das Beamtenverhältnis auf Lebenszeit übernommen. Seit 2005 engagiert sich Gomis im Rahmen von Fort- und Weiterbildungen in den Bereichen der Zusammenarbeit mit Eltern/Fürsorgenden/Bezugspersonen, Antidiskriminierungsarbeit, kulturellen und politischen Bildung, Menschenrechtsbildung, Beratung und diskriminierungskritischen Organisationsentwicklung.
2011 wechselte sie als Studienrätin an die Ernst-Reuter-Oberschule in Berlin-Wedding, wo sie die Fächer Französisch, Geschichte und Darstellendes Spiel unterrichtete. In Berlin engagierte sie sich ab 2013 in der Fortbildung zu den Themen herrschaftskritische und inklusive Bildungsarbeit, diskriminierungskritische Organisationsentwicklung, Antidiskriminierungsarbeit sowie Beratung. Von 2014 bis 2016 war sie als zivilgesellschaftliche Expertin bei der Umsetzung des Landesaktionsplans gegen Rassismus für den Bereich Bildung tätig, ehe sie 2016 das neu geschaffene Amt der Antidiskriminierungsbeauftragten für Schulen der Senatsverwaltung für Bildung, Jugend und Familie übernahm. Nach rassistischen Vorfällen, bei denen sie eine mangelnde Unterstützung durch die Senatsverwaltung beklagte, trat sie 2019 von diesem Amt zurück.
2020 wurde sie Referentin für Opferschutz und Opferhilfe bei der Landeskommission Berlin gegen Gewalt der Senatsverwaltung für Inneres und Sport. Im Zuge der Bildung des Senats Giffey im Dezember 2021 wurde Gomis auf Vorschlag von Senatorin Lena Kreck zur Staatssekretärin für Vielfalt und Antidiskriminierung der Berliner Senatsverwaltung für Justiz, Vielfalt und Antidiskriminierung berufen. Sie hatte dieses Amt bis zum 28. April 2023 inne.